# Finale wereldkampioenschap voetbal 2006

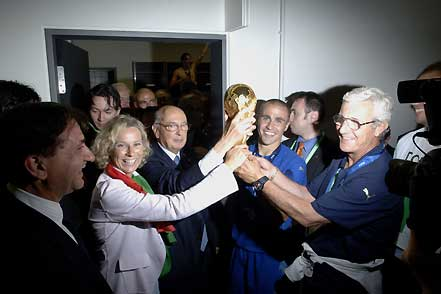
President Giorgio Napolitano van Italië, aanvoerder Fabio Cannavaro en trainer Marcello Lippi met de FIFA-wereldbeker.

De finale van het wereldkampioenschap voetbal 2006 was de 17e editie van de voetbalwedstrijd die gespeeld werd in het kader van het FIFA Wereldkampioenschap. De wedstrijd vond plaats op 9 juli 2006 tussen Italië en Frankrijk in het Olympiastadion in Berlijn.
Net als in 1994, toen Italië van Brazilië verloor, brachten strafschoppen de beslissing.
Middenvelder Andrea Pirlo werd na afloop verkozen tot "Man van de Wedstrijd".

## Route naar de finale
| Land        | wed | W | G | V | DV | DT | +/− | Pnt |
| ----------- | --- | - | - | - | -- | -- | --- | --- |
| Italië      | 10  | 7 | 2 | 1 | 17 | 8  | +9  | 23  |
| Noorwegen   | 10  | 5 | 3 | 2 | 12 | 7  | +5  | 18  |
| Schotland   | 10  | 3 | 4 | 3 | 9  | 7  | +2  | 13  |
| Slovenië    | 10  | 3 | 3 | 4 | 10 | 13 | −3  | 12  |
| Wit-Rusland | 10  | 2 | 4 | 4 | 12 | 14 | −2  | 10  |
| Moldavië    | 10  | 1 | 2 | 7 | 5  | 16 | −11 | 5   |

| Land        | wed. | W | G | V | DV | DT | +/− | Ptn |
| ----------- | ---- | - | - | - | -- | -- | --- | --- |
| Frankrijk   | 10   | 5 | 5 | 0 | 14 | 2  | +12 | 20  |
| Zwitserland | 10   | 4 | 6 | 0 | 18 | 7  | +11 | 18  |
| Israël      | 10   | 4 | 6 | 0 | 15 | 10 | +5  | 18  |
| Ierland     | 10   | 4 | 5 | 1 | 12 | 5  | +7  | 17  |
| Cyprus      | 10   | 1 | 1 | 8 | 8  | 20 | −12 | 4   |
| Faeröer     | 10   | 0 | 1 | 9 | 4  | 27 | −23 | 1   |

| Land             | Wed | Win | Gel | Ver | DV | DT | +/− | Pnt |
| ---------------- | --- | --- | --- | --- | -- | -- | --- | --- |
| Italië           | 3   | 2   | 1   | 0   | 5  | 1  | 4   | 7   |
| Ghana            | 3   | 2   | 0   | 1   | 4  | 3  | 1   | 6   |
| Tsjechië         | 3   | 1   | 0   | 2   | 3  | 4  | -1  | 3   |
| Verenigde Staten | 3   | 0   | 1   | 2   | 2  | 6  | -4  | 1   |

| Land        | Wed | Win | Gel | Ver | DV | DT | +/− | Pnt |
| ----------- | --- | --- | --- | --- | -- | -- | --- | --- |
| Zwitserland | 3   | 2   | 1   | 0   | 4  | 0  | 4   | 7   |
| Frankrijk   | 3   | 1   | 2   | 0   | 3  | 1  | 2   | 5   |
| Zuid-Korea  | 3   | 1   | 1   | 1   | 3  | 4  | –1  | 4   |
| Togo        | 3   | 0   | 0   | 3   | 1  | 6  | –5  | 0   |

## Voorbeschouwing
Voor het eerst sinds de WK-finale van 1978 (Argentinië - Nederland) vond een finale plaats zonder Brazilië of Duitsland. Italië stond voor de zesde keer in de finale na de gewonnen kampioenschappen van 1934, 1938 en 1982, en de verloren finales van 1970 en 1994. Voor Frankrijk was het de tweede WK-finale na de zege in eigen land op het WK van 1998. Van de achttien kampioenschappen was dit de zevende 'Europese finale' en de eerste na 1982 (Italië - West-Duitsland).
Voor de Italiaan Fabio Cannavaro was de finale zijn 100e interland en voor de Fransman Zinédine Zidane zijn laatste wedstrijd.

## Wedstrijdverslag
Binnen twintig minuten hadden beide ploegen gescoord. Zinédine Zidane opende de score door een controversiële strafschop te verzilveren. Zijn schot ging via de onderkant van de lat het doel in. Marco Materazzi maakte gelijk uit een hoekschop van Andrea Pirlo. Beide ploegen hadden vervolgens kans op een winnende treffer. Luca Toni schoot voor Italië op de lat en zag een kopbalgoal wegens buitenspel afgekeurd worden en Frankrijk claimde een tweede strafschop toen Florent Malouda in het strafschopgebied ten val kwam.
Zinédine Zidane en Marco Materazzi eisten een hoofdrol op in de finale. Net als in de WK-finale van 1998 leek Zidane op weg om zijn team naar de wereldtitel te leiden. Hij bracht Frankrijk na 7 minuten op voorsprong via een strafschop. Zidane stifte de bal tegen de onderkant van de lat en zag hoe het leer maar net achter de doellijn neerkwam. Een tiental minuten later maakte Marco Materazzi gelijk. Hij knikte een hoekschop van Andrea Pirlo binnen. Nadien werd er niet meer gescoord en kwamen er verlengingen.
In de verlenging was de grootste kans voor de Fransen. Keeper Gianluigi Buffon tikte een kopbal van Zidane over het doel. 
De carrière van Zinédine Zidane eindigde met een rode kaart voor een zware overtreding, een kopstoot op de borst van Materazzi. Dit naar aanleiding van het feit dat Materazzi even aan het shirt van Zidane trok, waarna die rustig wegwandelde en Materazzi hem iets toeriep. De scheidsrechter zag het incident niet en het was waarschijnlijk voor de eerste keer in de geschiedenis dat een beslissing via het "oortje" van de scheidsrechter tot stand kwam.
Er werd niet gescoord in de verlenging, zodat de wedstrijd in 1-1 eindigde. Het was de tweede keer in de geschiedenis dat strafschoppen de beslissing moesten brengen. De eerste keer was het Italië dat verloor in 1994 tegen Brazilië.
De enige speler die zijn strafschop miste was David Trezeguet, de man die zes jaar eerder, in de finale van Euro 2000 de "Golden Goal" had gescoord tegen Italië. De vijfde en beslissende Italiaanse strafschop werd gescoord door uitblinker Fabio Grosso. Italië werd voor de vierde keer wereldkampioen.

## Wedstrijdgegevens
|                                          |                                           |              |                                 |                                                                                            |
| 9 juli 2006 20:00 MET «onderlinge duels» | Italië                                    | 1 – 1 (n.v.) | Frankrijk                       | Olympiastadion, Berlijn Toeschouwers: 69.029 Scheidsrechter: Horacio Elizondo (Argentinië) |
| 9 juli 2006 20:00 MET «onderlinge duels» | Materazzi 19'                             |              | 7' (pen.) Zidane                | Olympiastadion, Berlijn Toeschouwers: 69.029 Scheidsrechter: Horacio Elizondo (Argentinië) |
| 9 juli 2006 20:00 MET «onderlinge duels» | Strafschoppen                             |              |                                 | Olympiastadion, Berlijn Toeschouwers: 69.029 Scheidsrechter: Horacio Elizondo (Argentinië) |
| 9 juli 2006 20:00 MET «onderlinge duels» | Pirlo Materazzi De Rossi Del Piero Grosso | 5 - 3        | Wiltord Trezeguet Abidal Sagnol | Olympiastadion, Berlijn Toeschouwers: 69.029 Scheidsrechter: Horacio Elizondo (Argentinië) |

| Italië | Frankrijk |

| Italië:        |    |                      |     |
|                |    |                      |     |
| GK             | 1  | Gianluigi Buffon     |     |
| RB             | 19 | Gianluca Zambrotta   | 5'  |
| CB             | 5  | Fabio Cannavaro      |     |
| CB             | 23 | Marco Materazzi      |     |
| LB             | 3  | Fabio Grosso         |     |
| RM             | 16 | Mauro Camoranesi     | 86' |
| CM             | 8  | Gennaro Gattuso      |     |
| CM             | 21 | Andrea Pirlo         |     |
| LM             | 20 | Simone Perrotta      | 61' |
| AM             | 10 | Francesco Totti      | 61' |
| CF             | 9  | Luca Toni            |     |
| Wisselspelers: |    |                      |     |
| MF             | 4  | Daniele De Rossi     | 61' |
| FW             | 15 | Vincenzo Iaquinta    | 61' |
| FW             | 7  | Alessandro Del Piero | 86' |
| Coach:         |    |                      |     |
| Marcello Lippi |    |                      |     |

| Frankrijk:       |    |                 |      |
|                  |    |                 |      |
| GK               | 16 | Fabien Barthez  |      |
| RB               | 19 | Willy Sagnol    | 12'  |
| CB               | 15 | Lilian Thuram   |      |
| CB               | 5  | William Gallas  |      |
| LB               | 3  | Éric Abidal     |      |
| DM               | 4  | Patrick Vieira  | 56'  |
| DM               | 6  | Claude Makélélé | 76'  |
| AM               | 10 | Zinédine Zidane | 110' |
| RW               | 22 | Franck Ribéry   | 100' |
| CF               | 12 | Thierry Henry   | 107' |
| LW               | 7  | Florent Malouda | 111' |
| Wisselspelers:   |    |                 |      |
| MF               | 18 | Alou Diarra     | 56'  |
| FW               | 20 | David Trezeguet | 100' |
| FW               | 11 | Sylvain Wiltord | 107' |
| Coach:           |    |                 |      |
| Raymond Domenech |    |                 |      |

## Overzicht van wedstrijden
| Groepswedstrijden | | | |
| Groep A | Groep B | Groep C | Groep D |
| Duitsland - Costa Rica Polen - Ecuador Duitsland - Polen Ecuador - Costa Rica Ecuador - Duitsland Costa Rica - Polen             | Engeland - Paraguay Trinidad en Tobago - Zweden Engeland - Trinidad en Tobago Zweden - Paraguay Zweden - Engeland Paraguay - Trinidad en Tobago | Argentinië - Ivoorkust Servië en Montenegro - Nederland Argentinië - Servië en Montenegro Nederland - Ivoorkust Nederland - Argentinië Ivoorkust - Servië en Montenegro | Mexico - Iran Angola - Portugal Mexico - Angola Portugal - Iran Portugal - Mexico Iran - Angola                               |
| Groep E | Groep F | Groep G | Groep H |
| Italië - Ghana Verenigde Staten - Tsjechië Italië - Verenigde Staten Tsjechië - Ghana Tsjechië - Italië Ghana - Verenigde Staten | Australië - Japan Brazilië - Kroatië Brazilië - Australië Japan - Kroatië Japan - Brazilië Kroatië - Australië                                  | Frankrijk - Zwitserland Zuid-Korea - Togo Frankrijk - Zuid-Korea Togo - Zwitserland Togo - Frankrijk Zwitserland - Zuid-Korea                                           | Spanje - Oekraïne Tunesië - Saoedi-Arabië Spanje - Tunesië Saoedi-Arabië - Oekraïne Saoedi-Arabië - Spanje Oekraïne - Tunesië |
| Achtste finales | | | |
| Duitsland - Zweden Argentinië - Mexico                                                                                           | Italië - Australië Zwitserland - Oekraïne | Engeland - Ecuador Portugal - Nederland | Brazilië - Ghana Spanje - Frankrijk                                                                                           |
| Kwartfinales | | | |
| Duitsland - Argentinië | Italië - Oekraïne | Engeland - Portugal | Brazilië - Frankrijk |
| Halve finales | | | |
| Duitsland - Italië | Duitsland - Italië | Portugal - Frankrijk | Portugal - Frankrijk |
| Troostfinale | | | |
| Duitsland - Portugal | | | |
| Finale | | | |
| Italië - Frankrijk | | | |